# 八重樫南
八重樫 南（やえがし なん、男性、本名非公開、1982年4月23日 - ）は日本のゲームの原画家イラストレーター。埼玉県出身。

## 人物
かつてはアダルトゲームブランドCIRCUSにちのちもちのペンネームで、同人サークル「ラリアッ党」を赤松ヒロツのペンネームで活動していた。「ちのちもち」の由来は赤松の最初の5音素「akama」をかな入力に変換したもの。
その後退社、フリーとなり、ペンネームを八重樫 南、同人サークル名を「チャリンコ狐」と改名し、現在に至る。

## 主な作品

### アダルトゲーム
- すくみず 〜フェチ☆になるもんっ!〜 CIRCUS 2003年7月25日
- 終の館 〜恋文〜 CIRCUS 2004年2月27日
- 終の館 〜罪と罰〜 CIRCUS 2004年4月30日
- ホームメイド -Homemaid- CIRCUS 2004年10月8日
- すくみず2 〜泳・げ・な・い〜 CIRCUS 2005年8月26日
- D.C.II 〜ダ・カーポII〜 CIRCUS 2006年5月26日
- 舞-HiME 運命の系統樹 修羅 CIRCUS 2006年6月30日
- C.D.Christmas Days 〜サーカスディスク クリスマスデイズ〜 CIRCUS 2006年12月22日
- D.C.II Spring Celebration 〜ダ・カーポII〜 スプリング セレブレイション CIRCUS 2007年4月27日
- CircusLand I 〜ドキ! ヒロインいっぱい初音島★コスプレミスコン祭り♪よりどりみどりで♪好きな子選んで着せ替え育成デートだょ 兄さん♪〜 CIRCUS 2007年7月27日
- エターナルファンタジー CIRCUS 2007年11月22日
- C.D.C.D.2 〜シーディーシーディー2〜 CIRCUS 2008年7月25日
- ホームメイド スイーツ CIRCUS 2008年8月29日
- 夏色さじたりうす 〜浜井原学園弓道部〜 ブルームハンドル 2009年4月24日
- 恋と水着と太陽と 〜スミレ島ライフセーバーず〜  ブルームハンドル 2010年9月24日
- どらぺこ! 〜おねだりドラゴンとおっぱい勇者〜 AliceSoft 2013年6月28日
- イブニクル AliceSoft 2015年4月24日
- カスタムオーダーメイド3D2 （引谷 こもり） KISS 2018年2月23日
- イブニクル2  AliceSoft 2019年2月22日
- ガラス姫と鏡の従者  戯画 2021年1月29日（初回版特典の「サンドリヨン学園案内パンフレット(設定資料集)」ゲストイラスト）
- 閃鋼のクラリアス  戯画 2021年2月26日（ゲストイラスト）
- ガールズフランティッククラン  戯画 2022年12月23日

### 家庭用ゲーム
- 『閃乱カグラシリーズ』（マーベラス、キャラクターデザイン）
- ホームメイド 〜終の館〜（PS2） 2005年6月2日
- 舞-HiME 運命の系統樹（PS2）2005年6月30日
- D.C.II P.S. 〜ダ・カーポII〜 プラスシチュエーション（PS2）2008年5月29日
- D.C.I&II P.S.P. 〜ダ・カーポI&II〜 プラスシチュエーションポータブル（PSP）2010年10月28日
- メタルギア ライジング リベンジェンス（PS3、コナミデジタルエンタテインメント、ゲストデザイン）2013年2月21日
- 閃乱忍忍忍者大戦ネプテューヌ -少女達の響艶-（PS4、コンパイルハート、閃乱カグラサイドキャラクターデザイン）2021年9月16日

### オンラインゲーム
- 桃色大戦ぱいろん（ジョセフィン・ハンター デザイン・原画）
- 女神乱戦☆ビーナスマスター!（プリンセス・リリムライト デザイン）
- チェインクロニクル（キャラクターデザイン）
- ハレハレ女学院（キャラクターデザイン）
- 超銀河船団（キャラクターデザイン）
- マギアレコード 魔法少女まどか☆マギカ外伝（空穂夏希 キャラクターデザイン）
- かんぱに☆ガールズ（イェン・シ デザイン）
- ミリオンアーサーエクスタシス（キャラクターデザイン）

### アクションドール
- アサルトリリィ （キャラクターデザイン）

### 小説挿絵
- 竹岡葉月「オトナリサンライク」（ファミ通文庫）
- 七飯宏隆「放課後限定勇者さま。」（電撃文庫）
- 佐竹彬「くノ一見参!」（MF文庫J）
- 小幡休彌「くりぽと すくすく☆魔法少女塾」（GA文庫）
- 秋月大河「革命のレオリア」（一迅社文庫）
- 石川あまね「シー・マスト・ダイ」（ガガガ文庫）
- 千羽カモメ「正捕手の篠原さん」（MF文庫J）
- 蕪木統文「小学生にもデキること。」（一迅社文庫）
- ひびき遊「連鎖のカルネアデス」（ファミ通文庫）
- 是鐘リュウジ「ルクス・ソリスの探偵軍師」（ファミ通文庫）
- 木村心一「異世界が地球を制圧して100年、東京に帰ったらエルフの家族ができました。」（角川スニーカー文庫）
- 珠城真「『レベル』があるなら上げるでしょ? モブキャラに転生した俺はゲーム知識を活かし、ひたすらレベルを上げ続ける」（富士見ファンタジア文庫）

### アニメ
- 史上最強の弟子ケンイチ 闇の襲撃（第7話エンドカード）
- 翠星のガルガンティア（第10話エンドカード）
- IS 〈インフィニット・ストラトス〉2（第6話応援イラスト）
- グリザイアの果実（第6話エンドカード）
- ご注文はうさぎですか??（第6話エンドカード）
- すのはら荘の管理人さん（第8話エンドカード）
- アサルトリリィ BOUQUET（第5話エンドカード）